# Рами Йени
„Рами Йени“ (на турски: Rami Yeni) е квартал на Истанбул, разположен в градска околия Еюпсултан. Общата му площ е 0,51 км2. Според данни на Адресната система за регистриране на населението (ABPRS) към 2024 г. населението на „Рами Йени“ е 14 824 жители.